# École de musique Tchaïkovski de Simféropol
L'école de musique Tchaïkovski (Государственное бюджетное профессиональное образовательное учреждение Республики Крым «Симферопольское музыкальное училище имени П. И. Чайковского») est un établissement d'enseignement professionnel de musique situé à Simféropol en Crimée. Cette école a été ouverte en 1910 par la société musicale russe. C'est le conservatoire de musique le plus important de Crimée. Elle a fêté son centenaire le 23 avril 2010. 

## Histoire
В 1909-1912, Rachmaninov prend part aux activités de la maison d'éditions musicales de Koussevitski et occupe la fonction de vice-président de la société musicale impériale russe. On ouvre pendant cette période plusieurs sociétés musicales dans les provinces. C'est en qualité d'inspecteur de la société musicale russe que Rachmaninov assiste aux inaugurations de ces différentes succursales. Celle de Simféropol ouvre en 1910 et en 1911, il y a déjà une centaine d'élèves inscrits.
Au début l'établissement est dirigé par le professeur de violoncelle Piotr Fiodorov, la classe de théorie et d'harmonie est tenue par un élève de Rimski-Korsakov, Ivan Tchernov. La plupart des professeurs et nombre d'élèves participent à l'orchestre symphonique qui devient un foyer de la culture musicale à Simféropol. Des chefs d'orchestre renommés y jouent, ainsi que des solistes, comme Vladimir Horowitz, Petri, Milstein, David Oïstrakh, etc. 
En 1937, l'école prend le nom d'école musicale de Simféropol et on y ajoute le nom de Tchaïkovski.
Dans les années 1970, l'on construit le bâtiment actuel de deux étages avec une grande salle de concert. Il est inauguré en 1978. 

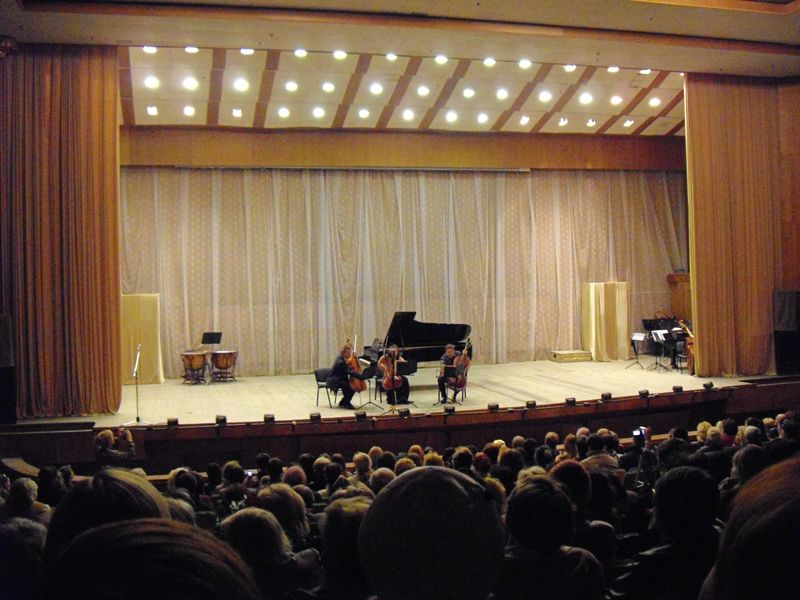
Salle de concert de l'école.

## Quelques élèves
Vladimir Bountchikov (baryton), Jamala (chanteuse), Alemdar Karamanov (compositeur), Vladimir Khromtchenko (organiste), Valentina Legkostoupova (chanteuse), Mikhaïl Tchoulaki (compositeur). 

## Liens
- (ru) Site officiel
- (ru) Centenaire de l'école